# Континентална кора
Континенталната кора е слой вулканични, седиментни или метаморфни скали, който образува континентите и районите на плитко морско дъно близо до бреговете им, познати като континентален шелф. Промени в скоростта на сеизмичните вълни показват, че при определена дълбочина има рязък контраст между горната част на континенталната кора и по-долните ѝ зони, които са мафични по характер.
Континенталната кора се състои от различни слоеве. Средната плътност на континенталната кора е около 2,8 g/cm3, по-малко плътна от ултрамафичния материал, която съставлява мантията и има плътност от 3,3 g/cm3. Континентална кора, също така, е по-малко плътна от океанската кора, чиято плътност е 2,9 g/cm3. С дебелина от 25 до 70 km континенталната кора е значително по-дебела от океанската, която има средна дебелина от около 7 – 10 km. Около 40% от повърхността на Земята е заета от континентална кора. Тя съставят приблизително 70% от обема на Земната кора.

## Значение
Тъй като повърхността на континенталната кора главно лежи над морското равнище, нейното съществуване е позволило на живота на сушата да еволюира от морския живот. Нейното съществуване, също така, предоставя ширини с плитка вода, познати като шелфови морета и континентални шелфове, където комплексният животински свят е могъл да се развие в началото на палеозоя във феномена, който днес е познат под името Камбрийски взрив.

## Произход
Цялата континентална кора произлиза от фракционна кристализация на океанската кора в продължение на милиони години. Този процес продължава и до днес, основно в резултат на вулканична дейност, свързана с процеси на субдукция.
Съществуват малко доказателства за континентална кора преди 3,5 милиарда години. Около 20% от сегашния обем на континенталната кора се е образувала преди 3 милиарда години. Развитието на щитове от континентална кора е сравнително бързо и се случва преди около 3 – 2,5 милиарда години. През този времеви интервал около 60% от сегашния обем на континенталната кора е образувана. Останалите 20% са образувани през последните 2,5 милиарда години.

## Замесени сили
В контраст с постоянството на континентална кора, размерът, формата и броят на континентите постоянно се променя през геоложкото време. Различни големи тела се разделят, сблъскват и слепват като част от голям суперконтинентален цикъл. Към момента съществуват около 7 милиарда кубични километра континентална кора, но това количество варира, поради естеството на замесените сили. Относителното постоянство на континентална кора контрастира с краткия живот на океанската кора. Тъй като континенталната кора е по-малко плътна от океанската, когато граници на двете се срещнат в зони на субдукция, океанската кора обикновено се подпъхва обратно в мантията. Континентална кора рядко търпи подпъхване. Поради тази причина най-старите скали на Земята се намират в кратоните или ядрата на континентите. Най-старият фрагмент от континентална кора е на 4,01 милиарда години, докато най-старата открита океанска кора е на 180 милиона години. Следователно, континенталната кора и скалните слоеве, които лежат в нея, са най-добрият архив на земната история.
Височината на планинските вериги обикновено има връзка с дебелината на кората. Това се причинява от изостазия, свързана с орогенеза (образуването на планини). Кората се удебелява от компресиращи сили, свързани с процесите на субдукция или континентално сблъскване. Плавателността на кората я карат да стои отгоре. Това създава вертикален ръб или планинска основа, където обикновено се намира най-дебелата кора. Най-тънката континентална кора, се намира в рифтови зони.
Големите температури и налягане в дълбочина, често комбинирани с дълго история на сложна деформация, причиняват голяма част от долната континентална кора да е метаморфна – изключения могат да бъдат по-скорошни вулканични интрузии. Вулканичните скали могат да се подпъхнат под кората, като по този начин да образуват слой непосредствено под нея.
Континенталната кора се произвежда и унищожава основно от тектониката на плочите, особено при конвергиращи (приближаващи се) граници на плочи. Освен това, материал от континенталната кора се прехвърля в океанската кора чрез седиментация. Нов материал може да бъде добавян към континентите чрез частичното топене на океанската кора при зоните на субдукция, което кора по-лекия материал да се издигне като магма, образувайки вулкани.
Въпрос на спорове е дали количеството континентална кора се увеличава, намалява или остава същото през геоложкото време. Според някои модели, преди 3,7 милиарда години континенталната кора е била по-малко от 10% от сегашното и количество. Преди 3 милиарда години количеството е вече 25%, а след период на бърза кристална еволюция нараства до 60% преди около 2,6 милиарда години. Растежът на континенталната кора изглежда е настъпвал по време на изблици на повишена активност през пет епизода на геоложкото време.